# Voorbeschikten
Voorbeschikten is een Nederlandse stomme film uit 1920 in zwart-wit, in vijf akten (1800m). Hij is gebaseerd op het boek Voorbeschikten van Jean Stapelveld, en heeft als internationale titel The Predestined.

## Verhaal
De liefde tussen de van adellijke afkomst zijnde Axel en Odette, een meisje uit een achterstandsbuurt met een moeder die bijverdient als dame van plezier, lijkt gedoemd te mislukken, zeker als de milieuverschillen de boventoon gaan voeren. Axel krijgt dan tuberculose en overlijdt als hij hoort dat Odette is vreemdgegaan met zijn beste vriend Lou. In werkelijkheid veracht Odette deze Lou, maar uiteindelijk berust ze in haar lot, en staat ze zijn liefde toe.

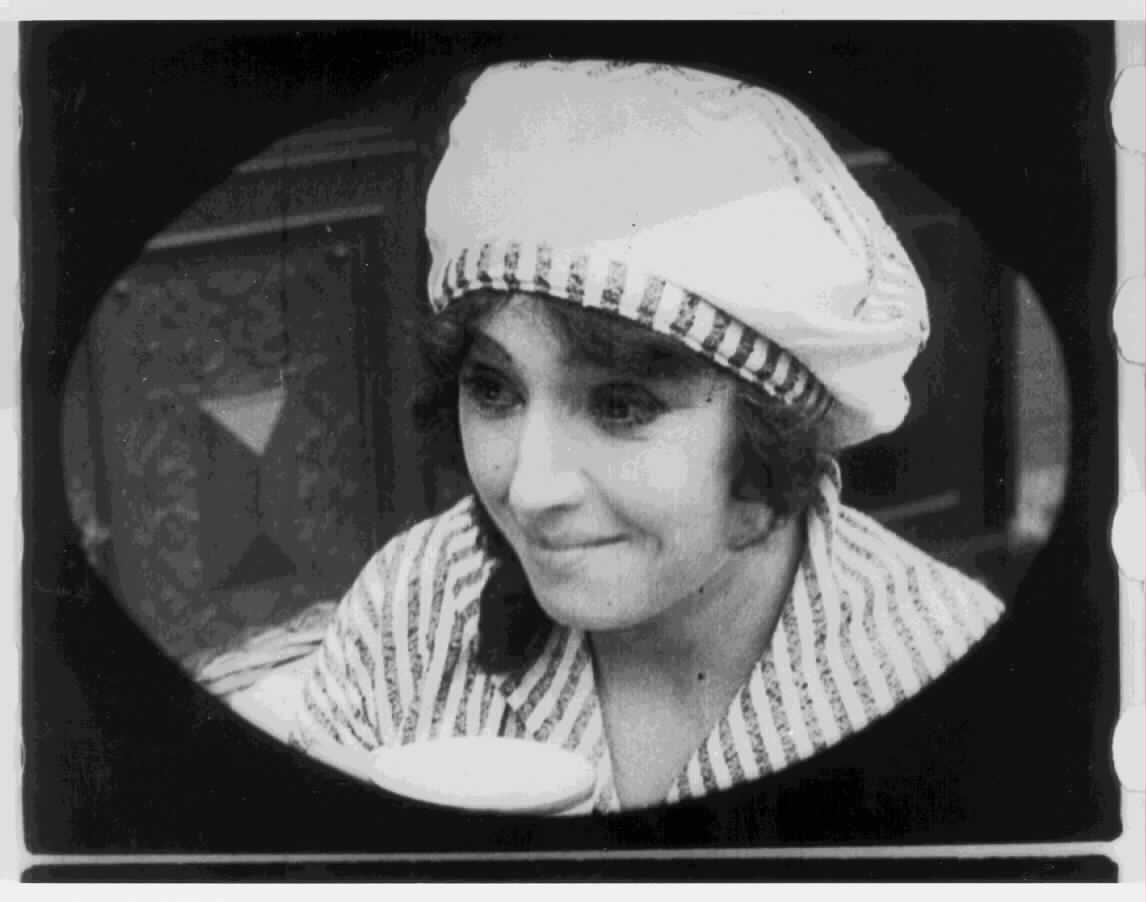
Roosje Köhler - van Gelder als Odette in Voorbeschikten.

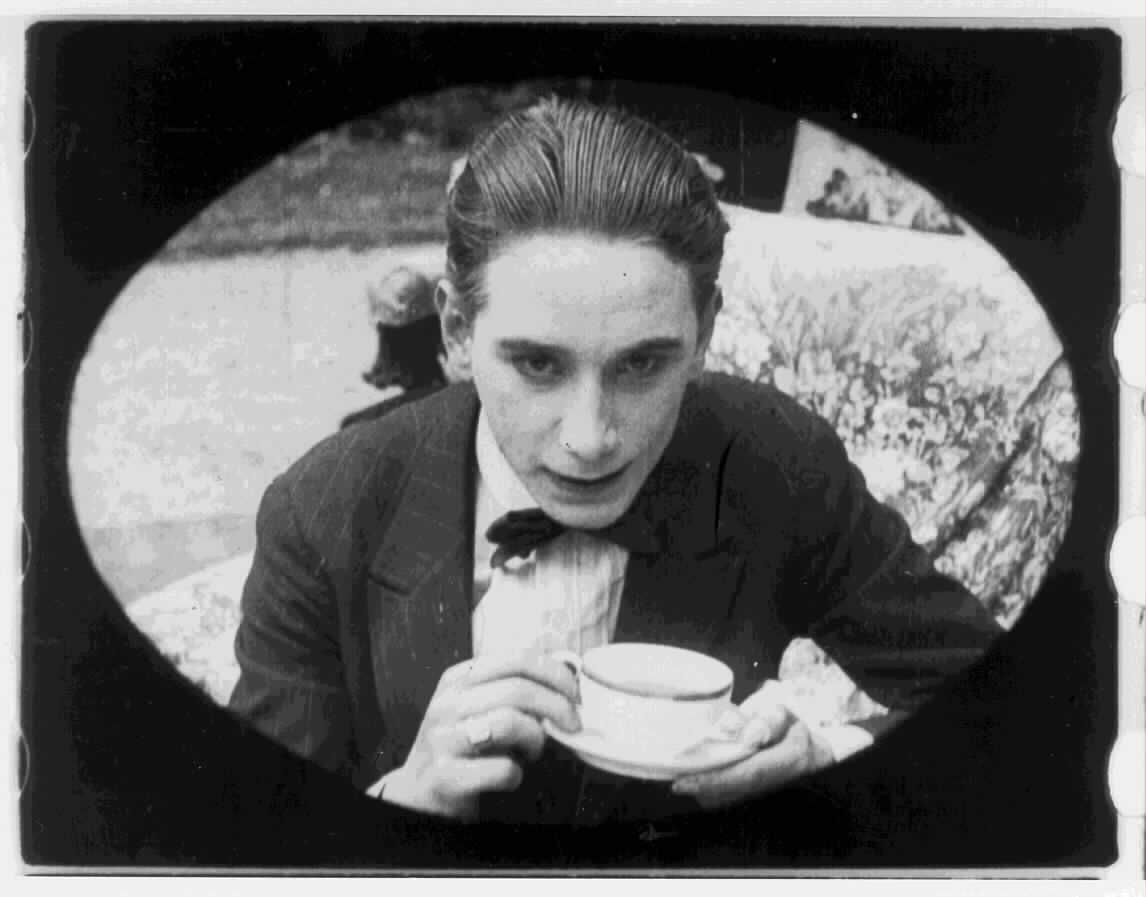
Jan van Ees als Jonkheer Axel in Voorbeschikten.

## Cast
| Acteur                    | Personage                          |
| ------------------------- | ---------------------------------- |
| Jan van Ees               | Jonkheer Axel                      |
| Roosje Köhler van Gelder  | Odette van der Zee                 |
| Jan C. de Vos             | Leo, een vriend van Axel           |
| Tonny Stevens             | Lou                                |
| Bertha de Vos von Gentner | Colette                            |
| Gerard Vrolik             | Willem                             |
| Hermine Prager            | Mevr. van der Zee, Odette's moeder |